# Ландмаршал
Ландмарша́л (нім. Landmarschall, «крайовий / земський маршал»), або ма́ршал ландта́гу (нім. Landtagsmarschall) — голова парламенту (ландтагу) у деяких німецькомовних країнах: Австрії, Пруссії, Курляндії, Померанії, Саксонії, Сілезії, Шлезвігу-Гольштейні, Тіролі. Обирався із числа депутатів парламенту і затверджувався правителем країни. Вперше згадується у  Лівонії під 1338 роком і Австрії під 1358 роком. У Богемії, Польщі, Литві відповідав маршалкам, у Британії — спікеру. Цю посаду не слід плутати із тевтонськими маршалами.

## Лівонія
У герцогстві Курляндії і Семигалії (1561—1795) ландамаршал очолював курляндський ландтаг, державні збори курляндського лицарства. Він обов'язково був шляхтичем — зареєстрованим членом лицарської корпорації, і землевласником, володарем маєтку. На урочистостях і сесіях ланмаршал носив на знак своєї офіційної влади срібну палицю. Він виконував функції посередника із урядом герцогства, а також скликав за необхідності шляхетські збори. Ландмаршал відповідав за кінні поштові станції Курляндії й спільну скарбницю курляндського лицарства. Він виступав виразником усього краю і мав право подавати скарги монарху. 
У Ліфлнядії, Естляндії та Езелі ландмаршали мали функції, схожі з курляндськими, і були головами місцевого лицарства — ліфляндського, естляндського і езельського.